# Nokia 6210 Navigator
El Nokia 6210 Navigator es un teléfono móvil fabricado por Nokia, sucesor del Nokia 6110 Navigator. Se anunció el 11 de febrero de 2008 y estuvo disponible desde julio de 2008. Funciona con Symbian OS v9.3 con una interfaz de usuario S60 3.ª edición FP2.
El Nokia 6210 Navigator es el tercer teléfono de la serie Navigator de Nokia. El Nokia 6210 Navigator incluye mapas de navegación precargados con una licencia de navegación gratuita durante 6 meses. También es el primer dispositivo de la compañía con una brújula magnética incorporada.
No debe confundirse con el Nokia 6210 del año 2000.
Fue sucedido por el Nokia 6710 Navigator.

## Acelerómetro
El 6210 Navigator incluye un acelerómetro incorporado. Originalmente, esto solo se usaba para estabilizar videos y orientar fotografías (para mantener las tomas horizontales o verticales orientadas tal como fueron tomadas).
El Centro de Investigación de Nokia creó una interfaz de aplicación que se conecta directamente al acelerómetro, permitiendo que el software utilice los datos del mismo. Nokia lanzó una aplicación para demostrarlo.
Se crearon programas de terceros, incluido software que cambia automáticamente la orientación de la pantalla cuando se inclinaba el teléfono, programas que simulan los sonidos de un sable de luz de Star Wars al agitar el teléfono en el aire y la capacidad de silenciar el teléfono girándolo boca abajo, entre otras muchas funciones.

## Especificaciones técnicas
- Sistema operativo Symbian v9.3 con plataforma S60, 3.ª edición, paquete de funciones 2.
- GSM / GPRS / EDGE cuatribanda: GSM/EDGE cuatribanda 850/900/1800/1900 MHz.
- Banda dual UMTS / HSDPA: W-CDMA. 900/2100 MHz.
- HSDPA 3,6 Mbit/s.
- Sistema GPS integrado.
- A-GPS.
- Brújula digital.
- 96 MB de RAM.
- Cámara de 3,2 megapíxeles, vídeo VGA 640×480.
- Cámara QCIF para videollamadas.
- Bluetooth 2.0 con EDR y A2DP.
- USB 2.0 (microUSB).
- MicroSD.
- Radio FM estéreo y soporte para radio visual.
- Función de pulsar para hablar.
- Reproductor de música compatible con archivos MP3, AAC, eAAC+ y WMA.
- Altavoz mono.

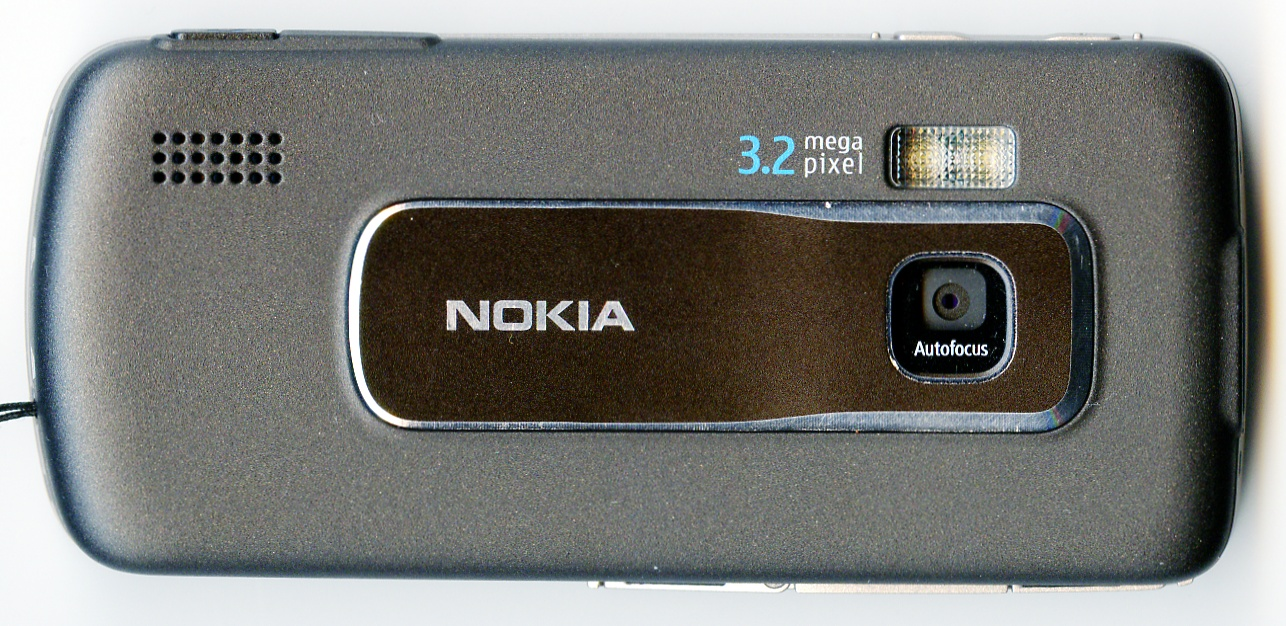
La parte posterior del Navigator 6210, mostrando la cámara de 3,2 megapíxeles.

Los usuarios pueden determinar la versión del software del teléfono presionando *#0000# en el teclado.